# Saint-Lattier
Saint-Lattier là một xã của tỉnh Isère, thuộc vùng Rhône-Alpes, đông nam nước Pháp.